# Santeria
Pour l’article homonyme, voir Santeria (chanson).
 (octobre 2011).

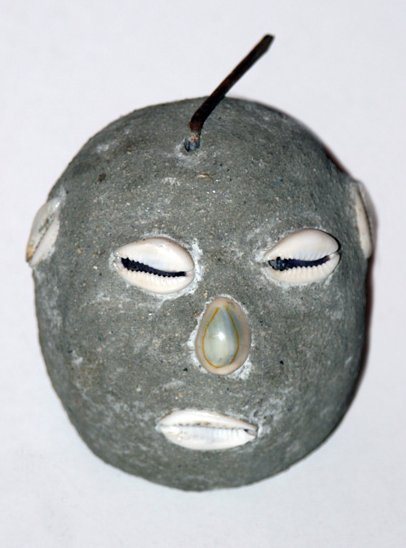
Eleggua, divinité (orisha) du destin

La santería, aussi connue sous les noms de Regla de Ocha, Regla de Ifá, Regla de Osha-Ifá, Regla lucumí ou lucumi (s'écrivant également lukumi), est une religion originaire de Cuba dérivée de la religion yoruba.

## Historique
Certains récits disent que les esclaves dupaient l'Église en laissant croire qu'ils vénéraient les saints catholiques, alors qu'en fait, derrière chaque saint, ils vénéraient un orisha équivalent. Mais selon Sixto Gastón Agüero (1959), cité par Kali Argyriadis dans son ouvrage La religion à La Havane, c'est le mouvement inverse qui s'est produit : c'est l'Église qui a imposé aux esclaves les saints comme des équivalents aux orishas. Il cite le synode papal du 16 septembre 1687, où l'Église ordonna aux prêtres d'ajuster les croyances religieuses africaines aux pratiques catholiques. Il cite également le Bando de buen gobierno y policía qui, en 1792, oblige les cabildos africains qui se vouent au culte de leurs divinités à « adorer désormais un saint catholique équivalent ». En effet, cela supposait de construire une église, d'accorder le repos dominical et d'assurer la possibilité de manger maigre, ce qui entraînait des coûts jugés prohibitifs. Les Espagnols ont donc nommé cette pratique santería, avec un côté péjoratif, mais ses pratiquants préfèrent le terme lukumi (ou Regla de Ocha).
Les religions polythéistes ne procèdent pas par exclusion des autres religions mais s’approprient la sagesse, les représentations divines, les paroles d’une autre croyance et les mêlent à la leur pour l’enrichir et la développer[réf. nécessaire]. Ainsi à Cuba, quand les santeros fréquentent les églises et accomplissent des actes de dévotion comme tous les chrétiens, au lieu de prier le seul saint catholique, ils adorent en même temps leur divinité, espérant ainsi se concilier la protection des deux.

## Croyances
La religion yoruba est dominée par un dieu suprême Olodumare (ou Olafin ou Olofi ou Olorun ou Olorian), source de l'ashé — l'énergie spirituelle de l'Univers — qui a envoyé sur Terre des émissaires, demi-dieux humains, appelés orishás qui sont la personnification de la nature.
Les orishás, en outre, veillent à ce que chaque mortel accomplisse le destin qui lui a été destiné à sa naissance. Ceux qui ne l'accomplissent pas suivent le cycle des réincarnations successives. Cette croyance est semblable à celle de l'hindouisme et du bouddhisme.
Le « Bembe » est une des cérémonies possibles pour célébrer les orishas originaire d'un peuple nommé Iyesa à Cuba.
Un véritable adepte de la Regla de Ocha est une personne qui a été initiée à la religion. Les prêtres (babalawos) ont déterminé l'orisha qui gouverne sa vie et l'obba (un autre prêtre qui préside aux initiations) a « installé » cet osha dans la tête (ori) de la personne au cours d'une cérémonie appelée Kariocha (Asiento, Coronacion).
À l'issue de cette cérémonie la personne devient un iyawo (« novice ») et doit se vêtir de blanc et obéir à des règles strictes pendant le temps prescrit par le babalawo. À la fin de cette période, il accomplit une cérémonie (de confirmation) appelée Ebbo et devient un omo orisha (« fils d'orisha »). Par exemple, il devient un omo Obatala si son orisha est Obatala. Il est alors un santero confirmé.
Une fois initié, l'adepte peut progresser dans sa religion. Avec la cérémonie du Pinaldo (« recevoir le couteau »), il pourra tuer des animaux pour faire des sacrifices.
Il peut aussi devenir un italero et être habilité à lire l'avenir dans les cauris (ita). Éventuellement, il pourra devenir un babalorisha (« père d'orisha »), ou une iyalorisha, ou iyalocha (« mère d'orisha »), qui aura parrainé de nouveaux adeptes et les aura initiés à la religion.
Les babalawos sont des prêtres qui ont reçu aussi Orula (ou Orunmila) qui est une divinité de la divination. Ce sont des devins qui lisent l'avenir au moyen de noix, le plus souvent de palme, ou d'un opelé, chaîne de 8 demi-noix qui selon leur manière de retomber (côté convexe ou concave) déterminent des signes appelés oddus. Il y a 256 oddus ; à chacun correspondent un orisha particulier, des chants, des prières des interdits et des conseils. La cérémonie de la « main d'Orula » (mano de Orula) ou ikofa permet de déterminer l'oddu qui va gouverner la vie d'un individu et ainsi l'orisha tutélaire de la personne auquel elle pourra plus tard se faire initier. Cette manière de faire est en tout point semblable à ce qui se fait en Afrique (au Nigeria et au Bénin), et Cuba est le seul territoire des Amériques où cette pratique s'est conservée.
Les obbas ou oriaté sont des prêtres qui se consacrent plus particulièrement à l'initiation de nouveaux fidèles et sont d'ailleurs les seuls habilités à faire la cérémonie de Kariocha. Ils lisent l'avenir dans des coquillages marins (cauris) au cours de la cérémonie de l'Ita.
Les osainistas sont des prêtres consacrés à Osain, orisha des herbes, de la forêt, de la médecine et des poissons.
Ilu bata est le nom donné à celui qui garde les tambours sacrés, les fameux batas.
Omo bata est le nom donné au joueur de tambour bata invité spécialement pour les cérémonies.

## Les principaux orishas

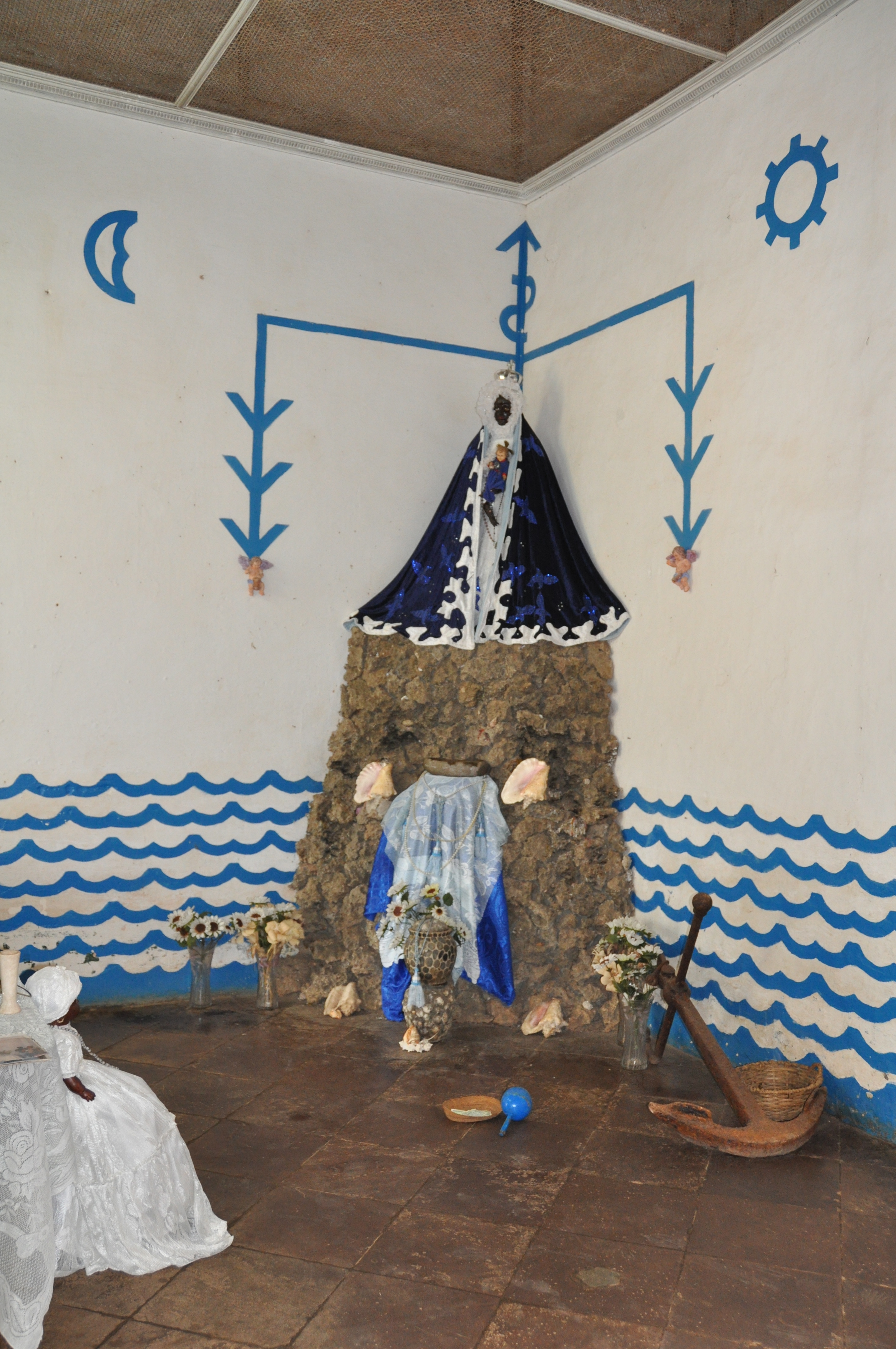
Le temple de Yemayá à Trinidad

Il y en a un nombre inconnu en Afrique, 24 principaux à Cuba (l'orthographe peut varier) :
- Obatalá (roi au pagne blanc), envoyé par Olodumare pour créer la Terre et offrir l'esprit et les rêves à l'homme. Il personnifie la paix, la sagesse, les songes, la créativité (saint : Notre-Dame des Grâces, couleur : blanc) ;
- Yemayá (Iemanja au Brésil et Yemoja en transcription européenne[Quoi ?] du yorouba) est l'orisha des océans et de la maternité, de la création de la vie (saint : Vierge de Regla, couleur : bleu) (équivaut à Iemanja pour le candomblé et à la Sirèn dans le vaudou haïtien) ;
- Elegguá (ou Elegba ou Eshu) est l'orisha du destin, il est le messager entre Olofi et les autres orishas. Il est celui qui ouvre les portes et transmet les prières aux autres orishas (saint : Antoine de Padoue, Saint Enfant Jésus d'Atocha couleurs : rouge et noir) ;
- Oggún a comme attribut le fer car il est un dieu guerrier et forgeron, il fourbit les armes. Il patronne donc la technologie en général. C'est un grand chasseur qui connait les herbes magiques du fait de son amitié avec Osain. Il chasse toujours avec son chien, ce qui fait du chien l'animal sacrifié pour son culte en Afrique, mais plus à Cuba (saint Pierre, saint Paul ou saint Jean-Baptiste entre autres, suivant les endroits, couleurs : violet, vert et noir. Équivalent vaudou : Ogoun) ;
- Ochosi :  personnifie la chasse et la trajectoire de l'individu (saint : Norbert, couleurs : vert et noir) ;
- Chango ou Changó (ou Shango, ou Xango), ancien roi d'Oyo personnifiant la danse, les tambours, la virilité, le feu, la foudre, le tonnerre et la guerre, c'est aussi le patron des pompiers (sainte : Barbe la grande martyre (Santa Barbara), couleurs : rouge et blanc) ;
- Ochún ou Oshún, déesse de la sexualité féminine, de la féminité. Elle est une rivière au Nigeria, maîtresse de Changó et de Ogun qui se la disputent, elle est officiellement l'épouse d'Orula (sainte : Vierge de la Caridad del Cobre, sainte patronne de Cuba, couleur : jaune représentant l'or) ;
- De l'union illégitime de Shangó et Oshún sont nés les Ibeyis, couple d'enfant jumeaux, révérés sous forme de deux poupées, un garçon et une fille, qui sont invoqués en quête de paix intérieure et de douceur ;
- Obbá, la femme légitime de Chango, personnifiant le foyer, la maison et le mariage. C'est la gardienne des tombes, la patronne des lacs et le symbole des femmes qui souffrent pour sauver leur foyer (couleurs : rose et ambre) ;
- Oyá ou Yansá, ex-femme de Changó, personnifiant le vent, la porte du cimetière (sainte : Notre-Dame de Candelaria, couleurs : marron et blanc) ;
- Omolú ou Babalú Ayé, dieu condamné à l'exil et à souffrir de la lèpre. Il est réputé protéger de la variole et de toutes les maladies transmissibles, et en général tous les malades l'invoquent (saint : Lazare, couleurs : brun et violet) ;
- Odduá, dieu des morts et des esprits ;
- Orula ou Orunmila, orishá de la divination.